# 永定河神祠
永定河神祠，位于北京市大兴区庞各庄镇赵村以南的永定河大堤下。

## 简介
永定河神祠位于大兴区庞各庄镇赵村南1公里、永定河左堤下的缓坡处。此处于清朝乾隆三十五年（1770年）决口，合龙后，清高宗命建永定河神祠。乾隆三十八年，清高宗视察永定河时，题御制碑。中华人民共和国时期，此处神祠已无存，仅存立在祠外的御制碑。该碑于1989年被列为大兴县（今大兴区）文物保护单位。该碑是1770年决口的唯一见证，也是关于永定河灾害史的珍贵文物。石碑三面修有挡土墙。石碑下为方座，雕有龙纹，碑高2.9米、宽0.94米，重量1至2吨，上刻乾隆御制诗。
2013年6月8日，该碑碑座被盗。当地居民发现后报警，但警方一直未能追回该碑座。幸存的碑身随后被文物部门运走。2017年11月15日，中国被盗（丢失）文物信息发布平台上线，截至11月23日共发布157条被盗文物信息，其中包括永定河神祠碑碑座。